# Apelles

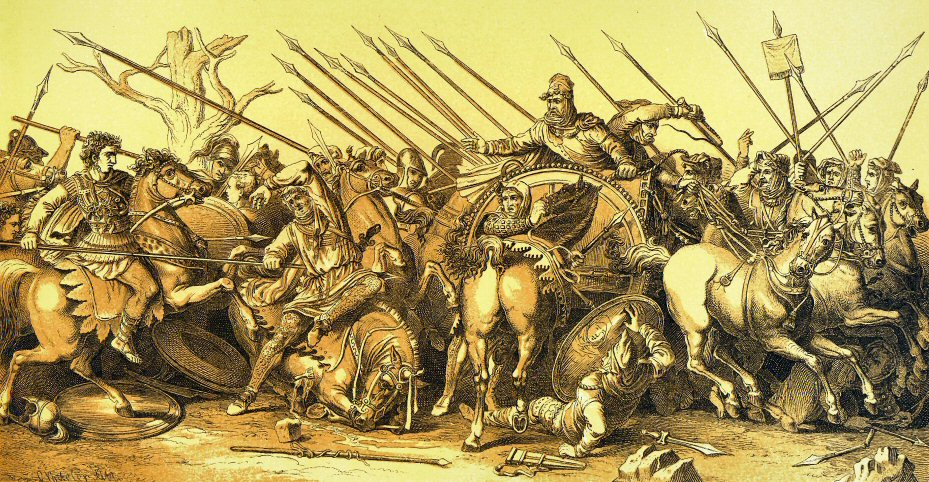
Reconstrucţia mozaicului reprezentând Bătălia de la Issos, după o pictură atribuită lui Apelles

Apelles (în greacă (Ἀπελλῆς)) din Kos a fost un pictor grec care a trăit în a doua jumătate a secolului al IV-lea î.Hr. la curtea lui Alexandru cel Mare și Ptolemeu I.
Unele picturi murale din Pompeii sunt, probabil, copii după lucrările sale sau inspirate după acestea.
Acest articol conține text din Dicționarul enciclopedic român (1962-1966), aflat acum în domeniul public.
1. ↑  IeL / Apelles, jivopiseț[*] Verificați valoarea |titlelink= (ajutor)
2. ↑  6.1.6, Description of Greece[*]